# Parco nazionale del Pelister
Il Parco nazionale del Pelister (in macedone: Националниот парк Пелистер) è uno dei tre parchi nazionali della Macedonia del Nord. È situato nella parte meridionale del paese al confine con la Grecia.

## Geografia e storia
Situato nella parte sud-occidentale del paese sul versante settentrionale del massiccio dei monti Baba, il territorio del parco ha un'altitudine compresa tra i 900 e i 2601 metri s.l.m.
Il parco è stato istituito nel novembre del 1948 e ha una superficie complessiva di 171,5 km² suddivisa tra i comuni di Bitola e Resen. All'interno del parco si trova un solo centro abitato, il villaggio di Malovishte.
Il nome deriva da quello dell'omonimo monte, che con i suoi 2601 m s.l.m. è vetta più elevata del massiccio dei monti Baba, ed è situato tra la pianura di Pelagonia e la regione di Prespa. Altri rilievi presenti nel parco sono i monti Steve (2468 m s.l.m.), Veternica (2420 m s.l.m.), Muza (2351 m s.l.m.), Bojadziev Vrv (2331 m s.l.m.), Visoka Chuka (2182 m s.l.m.) e Vrteska (2010 m s.l.m.) ecc.